# Flemen

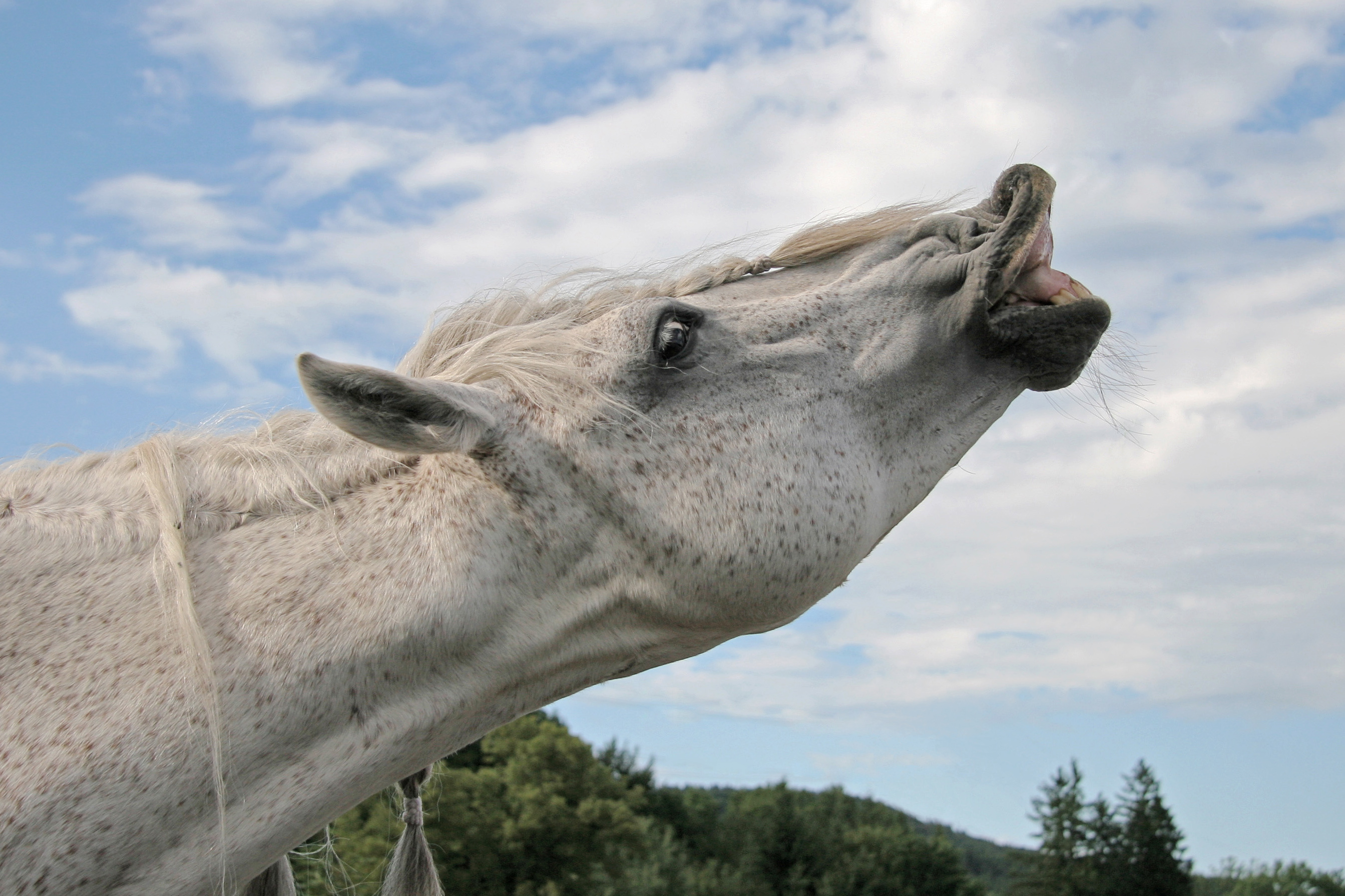
Flemen

Flemen bij verschillende diersoorten is een bepaalde manier van ruiken, waarbij het dier zijn bovenlip omkrult, en vaak ook zijn nek uitstrekt. In deze positie kan het orgaan van Jacobson goed de geur van de ingeademde lucht analyseren, wanneer het dier door de mond ademt.
Bij paarden kan een hengst op deze manier ruiken of een merrie hengstig is, door het oestrogeen in de urine van de merrie te ruiken door middel van flemen. In het wild kunnen paarden op deze manier ook hun eigen kudde terugvinden, door de geurkarakteristiek van hun kudde te ruiken. 

## Dierensoort die flemen
Onder andere katachtigen, schapen, herten, paarden, zebra's en tapirs kunnen flemen.